# Kimberly Archer
Kimberly K. Archer (* 1. Februar 1973 in Mendota, Illinois) ist eine US-amerikanische Komponistin – insbesondere im Bereich der Blasmusik – und Professorin für Komposition an der Southern Illinois University.

## Leben
Kimberly Archer wurde als älteste von drei Schwestern in Mendota im US-Bundesstaat Illinois geboren, wuchs jedoch nach einem baldigen Umzug in Naples (Florida) auf. Ihre Mutter war Sekretärin, ihr Vater Lehrer an bzw. Leiter einer Elementary School. Archers erster Berufswunsch war Schriftstellerin, erst als sie in der sechsten Klasse Musikunterricht erhielt steigerte sich ihr Interesse an der Musik und sie begann mit dem Trompete-Spielen. Mit diesem Instrument gewann sie einige Solo- und Ensemble-Wettbewerbe. Später wechselte sie zum Euphonium. Im Sommer bevor sie an die Highschool kam besuchte sie einen Kompositions-Workshop an der Florida State University und intensivierte daraufhin ihre eigene Kompositionstätigkeit. Auch in den drei Folgejahren besuchte sie an derselben Universität Lehrgänge. Sie unternahm außerdem erste Versuche als Dirigentin von Blasorchestern.
Archer erhielt 1996 an der Florida State University ihren Bachelor of Music, woraufhin sie ein Master-Studium der Komposition an der Syracuse University absolvierte, welches sie 2000 summa cum laude abschloss. Drei Jahre später folgte schließlich ihre Dissertation im Bereich der Komposition an der University of Texas at Austin bei Donald Grantham, ebenfalls summa cum laude. Weitere Lehrer Archers waren David Maslanka, David Gillingham, Andrew Waggoner und Charlie Carter. Anschließend unterrichtete sie an der Bowling Green State University in Ohio Orchestration und Arrangement sowie als Gast-Assistenz-Professorin an der Western Carolina University. Im Jahr 2005 gelangte sie als Assistant Professor für Komposition nach Edwardsville an die Southern Illinois University, 2011 folgte schließlich die Festanstellung als Associate Professor und 2017 die Beförderung zum Full Professor.

## Werke (Auswahl)
Für Blasorchester:
- American Labor Songs (2018)
- Awakenings (2003)
- Ballad for Aisha (2006)
- Common Threads (2016)
- Concerto for Piano and Wind Ensemble (2010)
- Concerto for Tuba and Wind Ensemble (2011)
- Emergence (2006)
- Eternal Fanfare (2004)
- Fanfare Aureus (2011)
- Hymn to the Dawn (2003)
- In the Gathering Dark (2003)
- Kings of Old (2004)
- Panopticon (1999)
- Symphony No. 1 „For Those Taken Too Soon“ (2001)
- Symphony No. 2 (2003)
- Symphony No. 3 (2008)
- The Devil’s Workshop (2006)
- The Hour of the Wolves (2004)
- Westward Sentinel (2006)

Für vierstimmigen Chor:
- Five Baudelaire Setting (2006)
- For I Believe (2006)

Für Ensembles:
- Bolero for Tuba/Euphonium Ensemble (2004)
- Fiddlydee (2005)
- Multiple Personalities for Tuba and Piano (2004)
- Obsequies (2007)
- String Quartet No. 1 (1999)
- Trombone Sonata (2003)

## Auszeichnungen
Archer erhielt den ASCAPlus Award der American Society of Composers, Authors and Publishers für ihre „erheblichen Beiträge zur Musik“ (2008–2016).